# Euchaetes densa
Euchaetes densa là một loài bướm đêm thuộc phân họ Arctiinae, họ Erebidae.